# Jasmin Fritz
Jasmin Fritz (* 11. April 1996 in Halle (Saale)) ist eine deutsche Kanutin.

## Leben
Den Kanusport betreibt sie seit 2004. Fritz startet für den SC Magdeburg. Bei den Junioren-Europameisterschaften 2014 erzielte sie Bronze im Einer-Kajak und im Vierer-Kajak über jeweils 500 Meter. Die Junioren-Weltmeisterschaften im gleichen Jahr schloss sie ebenfalls mit Bronze im Einer-Kajak und mit einem fünften Platz im Zweier-Kajak über 500 Meter ab. Es folgte eine Goldmedaille bei der U23-WM 2015 im Vierer-Kajak über 500 Meter. Diesen Titel konnte sie 2016 verteidigen. Zugleich gewann sie bei der U23-WM 2016 auch Gold im Zweier-Kajak über 500 Meter. 2017 gewann sie Silber im Vierer-Kajak über 500 Meter, während sie im Einer-Kajak über 500 Meter einen siebenten Platz erreichte.
2018 trat sie bei den Europameisterschaften in Belgrad an und erreichte Bronze im Zweier-Kajak über 500 Meter und einen neunten Platz über 200 Meter. Die WM 2018 schloss sie mit einer Bronzemedaille im Zweier-Kajak über 500 Meter ab. Bei den Europaspielen 2019 erreichte sie einen vierten Platz im Zweier-Kajak über 500 Meter und einen zehnten Platz im Einer-Kajak über 5000 Meter.
Fritz ist Polizistin bei der deutschen Bundespolizei und lebt in Magdeburg. Trainiert wird sie von Mark Zabel, nach dem zuvor Eckhard Leue Trainer war.

## Auszeichnungen
Für den Medaillengewinn bei den Weltmeisterschaften 2018 durfte sich Jasmin Fritz in das Goldene Buch der Stadt Magdeburg eintragen. 